# Leptis Minor
Koordinaten: 35° 40′ N, 10° 54′ O
Leptis Minor („kleineres Leptis“, zur Unterscheidung von Leptis Magna, griechisch Λέπτις ἡ μικρά; auch Leptiminus oder Leptis Parva) war eine antike Stadt an der Küste der Kleinen Syrte beim heutigen Lamta in Tunesien.
Die sicherlich ursprünglich phönizische Stadt stellte sich im Dritten Punischen Krieg auf die römische Seite und wurde deshalb von den Römern zur freien Stadt innerhalb der Provinz Africa (später Africa proconsularis genannt) erklärt, was sie auch in der Kaiserzeit blieb. Die Stadt war für ihr garum (verbreitete würzige Fischsoße) bekannt. Von ihrer Prosperität in der römischen Kaiserzeit zeugen umfangreiche Ruinen, die allerdings noch nicht systematisch erforscht worden sind.
Im Jahr 258 ist ein Bischof von Leptiminus bezeugt. Auf das Bistum geht das Titularbistum Leptiminus der römisch-katholischen Kirche zurück.